# Mikó Béla
Bölöni Mikó Béla (Zalatna, 1843. július 1. – Pankota, 1912. június 23.) bánya- és kohómérnök, akadémiai oktató és szakíró. A fizika első magyar nyelvű oktatója, a bihari bauxit felfedezője.

## Életpályája
A kolozsvári unitárius főgimnázium diákja volt. Ezután a Selmeci Akadémia hallgatója lett, ahol 1861–1865 között bányászatot és kohászatot tanult. 1865–1867 között a nagybányai kincstári bányáknál volt gyakornok. 1867-től a Selmeci Akadémia kisegítő tanára volt. 1869-ig Schwartz Ottóval voltak Richter Róbert asszisztense a kémia-fizika tanszéken. Selmecbányáról Budapestre került a pénzügyminisztérium bányászati osztályára. 1870-ben Rézbányán királyi kohótiszt lett. 1872-ben Nagybányán királyi vegyelemző lett. 1902-ben felfedezte az első magyarországi bauxitbányát, amelyről csak 1848–1849 közötti adatok álltak rendelkezésre. 1908-ban – nyugdíjas éveiben – lett bányatanácsos.

## Családja
Szülei: Mikó Samu (1801–1872) királyi pénzügyi miniszteri osztálytanácsos, bányaigazgató és abrudbányai Fikker Karolina (1812–1898) voltak. 1877-ben házasságot kötött Péchy Máriával (1857–1932). Egy lányuk született: Pálma.

## Művei
- Az ólom ezüsttartalmának kiváltása horgannyal (1868)
- A selmeci bányaakadémia szervezéséről (1868)
- A magyar antimonkohászat problémáiról (1868)
- Rövid szavak hazai erdőgazdáinkhoz, erdészeinkhez és vegyészeinkhez (1868)
- Fészekedények rovarpusztító madarak számára (1868)
- A horgany jelenlegi használata (1868)
- A párisi műkiállításon képviselt nagyobbszerű bánya- és kohóművekről I-VI. (1868-1869)
- Levelezés a magyar antimonkohászat problémáiról, a "dárdanyos" ólom tisztításáról (1868)
- Visszaemlékezések az 1867-ki párisi világ-tárlatra (1868)
- Az erdők befolyása a légköri csapadékok elfolyásának mérséklésére (1869)
- Levelezés (1869)
- Nyilatkozat (1870)
- Szabad arany előjövetele a Fekete-Kőrösben Rézbányán (1870)
- Adalék a kovandmaráknak szabad ég alatti pörköléséhez Kapnikon (1870)
- A czementvízből rézkiejtés galvanikus módon. Sevcsik Venczel hivatalos jelentése után I - II. (1870)
- Üzemi átalakítás a zalathnai kir. fémkohónál (1873)
- A bányafának tartóssá tételéhez I. V.-VI. (1874–1876)
- Az ólomnak horgannyal való ezüsttelenítéséhez (1874)
- Érczképződésekről I-III. (1894)
- Az alumínium és hazai bányászatunk (1897)
- Töredék az arany genesiséhez (1897)
- Közlemény a kémlőházból (1903)
- Magyarországon eddig talált alumíniumérczekről (1906)